# Peckia perlita
Peckia perlita är en tvåvingeart som först beskrevs av Guilherme A.M.Lopes 1953.  Peckia perlita ingår i släktet Peckia och familjen köttflugor.
Artens utbredningsområde är Guyana. Inga underarter finns listade i Catalogue of Life.